# HD 37974
HD 37974 (R 126) — звезда, которая находится в галактике Большое Магелланово Облако на расстоянии около 170 тысяч световых лет от Солнца. У звезды обнаружен пылевой диск.

## Характеристики
Впервые звезда упоминается в каталоге Генри Дрейпера, составленном в начале XX века. HD 37974 представляет собой гипергигант — крупную (в 72 раза крупнее Солнца) звезду, превосходящую по светимости Солнце в 1,2⋅106 раз. Если бы подобная звезда находилась в нашей Солнечной системе на месте Солнца, она поглотила бы Меркурий. Температура поверхности звезды составляет около 22 500 кельвин. Звёзды такого типа обычно имеют малое время жизни. Они расходуют ядерное топливо в течение всего лишь нескольких миллионов лет, после чего взрываются сверхновой. Поэтому планеты в таких системах не успевают сформироваться из протопланетного диска. В 2006 году с помощью космического телескопа Спитцер астрономы обнаружили у HD 37974 гигантский пылевой диск. Его внутренний край находится на расстоянии 120 а. е. от звезды, а внешний простирается до 2500 а. е. (для сравнения: Плутон обращается на среднем расстоянии 39 а. е. от Солнца). По массе диск превосходит аналогичный пояс Койпера как минимум в 10 раз. Газопылевые диски вокруг HD 37974 и HD 268835 (в 30 раз тяжелее и в 131 раз крупнее Солнца) могут указывать на то, что планеты уже сформировались или же процесс образования планетарной системы вокруг этих звёзд ещё не закончен.